# Прохоров, Михаил Дмитриевич

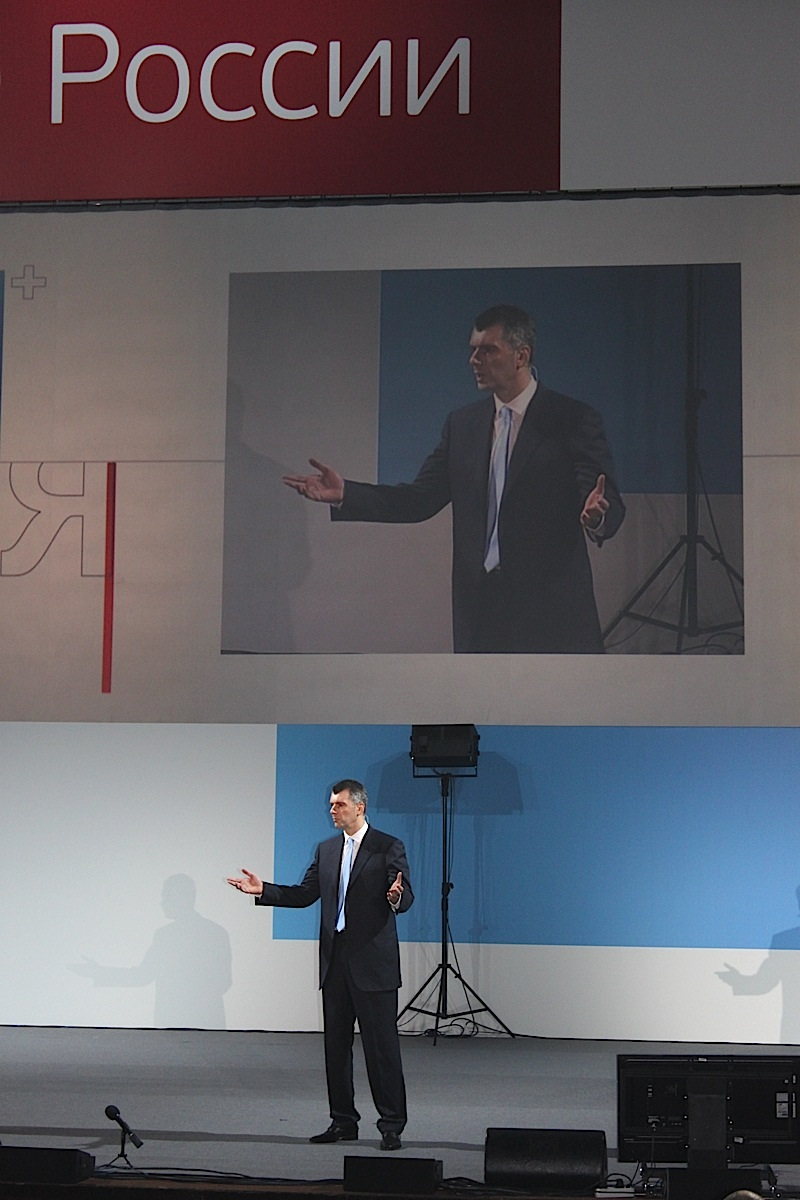
Выступление Михаила Прохорова на съезде партии Гражданская платформа.
27 октября 2012.

Михаи́л Дми́триевич Про́хоров (род. 3 мая 1965, Москва) — российский и израильский предприниматель, миллиардер и политик.
Основатель партии «Гражданская платформа», бывший глава партии «Правое дело» (июнь-сентябрь 2011 года). Участник президентских выборов 4 марта 2012 года, на которых он занял 3-е место (2-е место в Москве, Санкт-Петербурге и Екатеринбурге), получив 7,98 % голосов избирателей. Учредитель и бывший президент частного инвестиционного фонда ОНЭКСИМ, президент Союза биатлонистов России в 2008—2014 годах, бывший владелец баскетбольной команды Национальной баскетбольной ассоциации «Бруклин Нетс».

## Биография
Родился в Москве, в семье начальника Управления международных связей Госкомспорта СССР Дмитрия Ионовича Прохорова (родом из Барнаула) и сотрудницы кафедры полимеров Московского института химического машиностроения Тамары Михайловны Кумаритовой. Его сестра — литературовед Ирина Прохорова, редактор и издатель журнала «Новое литературное обозрение», телеведущая канала РБК-ТВ. Предки Прохорова по отцу — крестьяне со Смоленщины, дед Прохорова в столыпинскую эпоху переселился в Сибирь, там завёл крепкое хозяйство, однако впоследствии бросил его и бежал под угрозой раскулачивания. По материнской линии — учёные и врачи: дед, Михаил Григорьевич Кумаритов, был наркомом здравоохранения Дагестана, в 1934—1936 годах — директором Дагестанского медицинского института, а бабушка, Анна Исааковна Белкина — микробиологом и ученицей профессора Л. А. Зильбера, впрочем, её научная карьера так и не сложилась. Во время Великой Отечественной войны она оставалась в Москве, где занималась изготовлением вакцин, а свою дочь Тамару отправила в эвакуацию.
Детство прошло в Северо-Восточном округе Москвы.
С 1972 по 1982 годы учился в специальной средней школе № 21 с углублённым изучением английского языка Дзержинского района г. Москвы, окончил её с золотой медалью. В школе имел прозвище «Жираф». В 1982 году поступил в Московский финансовый институт, но после первого курса был призван в армию в ракетные войска (отсрочка студентам в тот период была отменена). Вернувшись со службы, продолжил обучение на факультете международных экономических отношений МФИ, который с отличием окончил в 1989 году. Диплом защитил по теме «Прогнозирование валютного курса валютной системы капитализма». Его однокурсниками и друзьями были будущий губернатор Красноярского края Александр Хлопонин и будущий первый заместитель председателя Центрального банка Российской Федерации Андрей Козлов.
В 1988 году, на последнем курсе Московского финансового института, Прохоров вступил в КПСС.
В апреле 2022 года получил израильское гражданство.

## Карьера
- 1983—1985 гг. — служба в рядах Советской Армии[25][26].
- 1989—1992 гг. — начальник управления Международного банка экономического сотрудничества (МБЭС).
- 1992—1993 гг. — председатель правления акционерного коммерческого банка «Международная финансовая компания».
- 1993—1998 гг. — председатель правления ОНЭКСИМ Банка.
- 1998—2000 гг. — президент — председатель правления ОНЭКСИМ Банка.
- 2000—2001 гг. — президент АКБ «РОСБАНК».
- 2001—2008 гг. — генеральный директор, председатель правления ГМК «Норильский никель» (с июня 2001). В апреле 2007 года покинул пост Генерального директора ГМК «Норильский никель». Но на сентябрь 2007 года Прохоров все ещё владел блокирующим пакетом «Норникеля» (25 %)[27].
- 2006—2010 гг. — председатель совета директоров ОАО «Полюс Золото».
- С июня 2007 — член наблюдательного совета государственной компании по нанотехнологиям «Роснанотех».
- В мае 2007 — основал частный инвестиционный фонд ООО «Группа ОНЭКСИМ», президентом которого являлся до 2011 г.[28]
- С июня 2008 — член Совета директоров ГМК «Норильский никель».
- C октября 2008 — президент Союза биатлонистов России (сменил на этом посту Александра Тихонова).
- Май 2009 — сентябрь 2011 — член Комиссии при Президенте Российской Федерации по модернизации и технологическому развитию экономики России[29].
- 2009—2019 — владелец контрольного пакета баскетбольного клуба «Нетс» лиги НБА, который при нём переехал из Нью-Джерси в Бруклин[30][31].
- Декабрь 2010 — июнь 2011 — генеральный директор ОАО «Полюс Золото»[32].
- 25 июня 2011 — 16 сентября 2011 — лидер партии «Правое дело».
- Октябрь 2012 — 13 марта 2015 — лидер партии «Гражданская платформа».

В 2023 году группа «Онэксим» перевела структуру владения банком «Ренессанс Кредит» в Россию, а не через кипрскую и нидерландскую компании.

## Политическая деятельность

### Правое дело
25 июня 2011 года на внеочередном съезде партии «Правое дело» Прохоров вступил в партию и был избран её лидером сроком на четыре года. По данным журнала The New Times, на предвыборную кампанию партии Прохоров намеревался потратить 100 миллионов долларов личных денег и ещё столько же рассчитывал взять у своих коллег по бизнес-сообществу. В июле 2011 года Прохоров пригласил в партию известного борца с наркоторговлей, основателя фонда «Город без наркотиков» Евгения Ройзмана. Прохоров предложил ему пойти на выборы в Госдуму по федеральному списку партии, чтобы в случае успеха иметь возможность заниматься формированием государственной антинаркотической и антиалкогольной политики и законодательства. В августе 2011 года в партию также вступил известный российский журналист, автор телепрограммы «Взгляд» Александр Любимов. В штабе работали политтехнологи Дмитрий Куликов и Тимофей Сергейцев.
В начале сентября 2011 года, незадолго до начала съезда «Правого дела» (намеченного на 14—15 сентября) в прессе появилась информация о недовольстве некоторых региональных отделений партии деятельностью Прохорова на посту лидера. 14 сентября в первый день съезда, проходившего в Российской академии наук, противники Прохорова получили большинство мест в мандатной комиссии. На срочно созванном брифинге вечером 14 сентября Прохоров объявил о прекращении полномочий главы исполкома Андрея Дунаева и исполкома в полном составе. Также Прохоров исключил из партии Андрея Богданова и братьев Рявкиных, с формулировкой «за нанесение политического ущерба партии», и обвинил в попытке «рейдерского захвата партии» Радия Хабирова.

Утром 15 сентября в эфире радиостанции «Эхо Москвы» Прохоров призвал своих сторонников выходить из партии и объявил о намерении создать новую партию. Противники Прохорова 15 сентября собрались в Центре международной торговли (ЦМТ) на Красной Пресне, где подняли вопрос об отставке Прохорова. Андрей Дунаев, которого 14 сентября Прохоров отстранил от должности главы исполкома, объявил на съезде в ЦМТ: 
«Поступила информация через СМИ, что Прохоров создаёт свою партию. Предлагаю сейчас же проголосовать за отстранение Прохорова с поста лидера партии».
 Участники съезда поддержали Дунаева и отстранили Прохорова с поста лидера. Исполняющим обязанности главы партии был избран сам Андрей Дунаев. Формальной причиной смещения Прохорова стал конфликт с некоторыми региональными отделениями «Правого дела», а также решение Прохорова включить в предвыборный список борца с наркоторговлей Евгения Ройзмана, имевшего судимость и потому неугодного кремлёвской администрации. Сам Прохоров на этом съезде не присутствовал, а принял участие в проходившем параллельно съезде своих сторонников в Российской академии наук, где было объявлено о «фактическом захвате партии» и о предполагаемых фальсификациях в мандатной комиссии, которые, по мнению Прохорова, «спланировали и провели работники Администрации президента, подчинённые Суркова». Прохоров заявил, что более не может быть связан с партией, которой руководят «кремлёвские кукловоды», и призвал своих сторонников выходить из неё. Главным виновником «рейдерского захвата» партии Прохоров объявил В. Суркова. В поддержку Прохорова на собрании выступили журналист Александр Любимов и Алла Пугачёва.
После скандала с «Правым делом» Прохоров на три месяца исчез из публичной политики.

### Подготовка к выборам
12 декабря 2011 года Прохоров заявил о желании баллотироваться в президенты России. Прохоров назвал это решение «возможно, самым серьёзным решением в своей жизни». Своим электоратом Прохоров считает «средний класс в самом широком смысле этого слова». Прохоров сообщил журналистам, что над кандидатурой премьер-министра ещё будет думать: «У меня большой выбор кандидатов, пусть они защитят своё место». Прохоров также объявил о намерении создать «рассчитанную на долгосрочную перспективу» новую партию, которую он хочет начать «строить с самого низа».
По закону, Прохорову для выдвижения своей кандидатуры на выборах нужно было собрать 2 млн подписей. 18 января Прохоров представил в Центризбирком 2 млн 100 тысяч подписей. 23 января стали известны предварительные итоги проверки подписей Центризбиркомом. У Прохорова было найдено меньше 5 % брака в подписях и он был зарегистрирован кандидатом в президенты.
В случае избрания президентом России Прохоров пообещал продать свой бизнес и направить вырученные средства на благотворительность. В эфире телеканала «Дождь» Прохоров, в частности, заявил: «Если я стану президентом, я продам все свои активы и большую часть денег отдам на благотворительность. Мне страна дороже, а жалко у пчёлки».

### Предвыборная программа 2012
20 января 2012 года опубликовали президентскую программу Прохорова под заголовком «Настоящее будущее». Документ, содержащий тезисы Прохорова, был составлен с расчётом на «противостояние» с Владимиром Путиным.
В политической части программы Прохоров высказал намерение ограничить возможность избрания президента и губернаторов субъектов РФ «только двумя сроками в течение жизни», отменить голосование по открепительным удостоверениям и снизить проходной барьер в Государственную думу до 3 %. Прохоров выступает за возвращение в Госдуму 50 % одномандатников и предлагает ввести уведомительный принцип регистрации политических партий. По мнению политика, избираться должны не только депутаты Госдумы или Федерального собрания, но и местные руководители правоохранительных органов. Кроме того, Прохоров обещает ужесточить уголовную ответственность за нарушения процедур выборов, досрочно распустить Государственную думу шестого созыва и организовать «свободные демократические» выборы в Думу седьмого созыва. Прохоров предлагает расширить полномочия Госдумы, передав ей «право утверждения персонального состава правительства, ограничив это право максимально двумя обоснованными отводами предоставленных кандидатур на один пост подряд». В программе Прохорова также предлагается значительное укрупнение субъектов РФ, доведение их числа до 25—30 с учётом «выраженного экономического и исторического своеобразия».
Прохоров видит выгодным для России «интеграцию в экономическое пространство Европы и союзничество с её демократическими государствами». По замыслу Прохорова, визовый режим должен быть отменён на всей территории «Большой Европы», куда войдёт Россия, и наоборот введён со странами Средней Азии.
Как отметило интернет-издание «Взгляд.ру», особое место в программе Прохорова занимают «новые идеи по борьбе с коррупцией». Так, Прохоров предлагает ввести в российское законодательство «норму о конфискации имущества граждан, чьё участие в коррупционных сделках признано судом, а также членов семей этих граждан, если судом доказано, что это имущество получено в результате коррупционной деятельности их родственников». Прохоров предлагает установить строгий контроль за доходами и расходами как граждан, занимающих посты в структурах власти, так и членов их семей. Политик предлагает обязать прокуратуру немедленно инициировать проверки по любым свидетельствам расхождения доходов и расходов с задекларированными сведениями. При этом главными коррупционерами, с которыми нужно прежде всего бороться, Прохоров считает представителей правоохранительных органов и судебной системы. Общее количество чиновников в России Прохоров предлагает в течение двух лет сократить «как минимум на треть», а все льготы чиновников — монетизировать. Таким образом, с избранием Прохорова чиновники потеряют право на служебные квартиры и дачи, а также на «мигалки» и привилегии при движении по дорогам правительственных кортежей.
Прохоров предлагает с 2013 года поднять до 40 млн рублей минимальную сумму компенсации гражданам в случае гибели на производстве или по вине государства. Также Прохоров хочет провести финансовую амнистию, в рамках которой граждане смогут «легализовать ранее полученные доходы и приобретённое имущество с уплатой 13 % их стоимости». Одна из немногих конкретных технических инициатив в программе Прохорова — строительство железных и автомобильных дорог и аэропортов по европейским стандартам с привлечением инвестиций из-за рубежа. Прохоров обещает до 2016 года построить не менее 10 новых аэропортов, проложить не менее 5 тыс. км новых высокоскоростных железнодорожных путей и 40 тыс. км автомобильных дорог. Прохоров также объявил о намерении обеспечить прямые транспортные связи между региональными центрами России. Он обещает, что к концу 2016 года до 60 % внутрироссийских авиаперевозок и не менее 50 % железнодорожных пассажирских перевозок будут осуществляться, минуя Москву.
Как отмечает «Газета.Ru», в качестве одной из первоочередных мер в экономической сфере Прохоров предлагает «обеспечить всем производителям газа равный доступ к трубопроводам и экспортным поставкам, разделить „Газпром“ на несколько конкурирующих компаний, продать все непрофильные активы госкорпораций, запретив им заниматься спонсорской деятельностью, сами корпорации приватизировать, чтобы покрыть дефицит Пенсионного фонда». В области социальной политики Прохоров предлагает инвестировать в здравоохранение, культуру и образование. Он считает, что «бесплатным должно быть только то высшее образование, которое дает специалистов необходимых российской экономике профессий». Пенсии, по мнению Прохорова, нужно платить дифференцированно — пропорционально получаемой зарплате. В разделе «Региональная политика» Прохоров предлагает создать на территории Северного Кавказа свободную от федеральных налогов экономическую зону с одновременным снижением прямого финансирования региона из федерального бюджета.
В разделе про военно-промышленный комплекс и оборону Прохоров указывает на необходимость «ограничить расходы в этой сфере ровно на ту сумму, которая будет потрачена на здравоохранение». Прохоров обещает с 2015 года отменить призыв на военную службу. По его замыслу армия будет полностью контрактной, «профессиональной, мобильной, высокотехнологичной». Основными угрозами для России Прохоров считает «исключительно возможные региональные конфликты».
Как отметило агентство NEWSru.com, «в целом при Прохорове-президенте обещано сделать основным приоритетом государства защиту частной собственности, а основным ресурсом развития страны — частную инициативу граждан. Свободу информации он намерен обеспечить приватизацией федеральных телеканалов и запретом государству и госкомпаниям владеть СМИ и долями в них».

#### Президентские выборы
По результатам выборов 4 марта 2012 года Прохоров получил 5 722 508 голосов (7,98 % голосов избирателей), заняв третье место. При этом Прохоров занял 2-е место по результатам голосования в Москве (набрав в столице 20,45 % голосов избирателей), Екатеринбурге (18,75 %), Санкт-Петербурге (15,52 %) и за рубежом, 2-е место в некоторых наукоградах (Новосибирский Академгородок), 1-е место на избирательных участках общежитий крупнейших российских университетов.

### Гражданская платформа
В октябре 2012 года Михаил Прохоров отошёл от бизнеса и передал свои активы в трастовое управление партнёрам по группе «Онэксим». При этом он заявил, что намеревается полностью посвятить себя политике
. В том же году Прохоров стал лидером партии «Гражданская платформа».
В марте 2014 года Прохоров вместе с другими подписал обращение в защиту российского музыканта Андрея Макаревича, выступившего с критикой политики российских властей на Украине.
13 марта 2015 года Прохоров вышел из Гражданской платформы и предложил ликвидировать партию в связи с неудовлетворительным поведением её членов, принявших участие в шествии Антимайдана с плакатами «Макаревич — организатор Майдана», а также предложением региональных ячеек об исключении Андрея Макаревича из рядов партии.

## Активы и состояние
По состоянию на декабрь 2010 года Михаил Прохоров контролировал следующие активы: крупные пакеты акций в сырьевых компаниях «Российский алюминий» (пакет продан частями в 2017—2018 гг.), «Полюс Золото» (продано в 2013 году), энергетической компании «Квадра» (объявлено о продаже Росатому в феврале 2022 года) и др. Также предпринимателю принадлежали такие медиаактивы как издательская группа «Живи!» (выпускает журнал «Сноб»), которые были проданы в 2017 году. Также Прохоров вкладывал деньги в ряд инновационных проектов, среди которых строительство (совместно с «Роснано») завода «Оптоган» по выпуску светодиодных ламп (проект перешел в «Роснано» в 2013 году), проект по выпуску гибридного Ё-мобиля (перед закрытием проекта один экземпляр кроссовера был подарен Владимиру Жириновскому) и др. В марте 2017 года стал владельцем 24,99 % компании «Обувь России», а в июне 2019 года продал свой пакет.
В 2009—2015 годах владел американским баскетбольным клубом «Бруклин Нетс» (вместе со спортивной ареной «Барклайс-центр» за примерно 1,7 млрд долларов), а в 2018—2019 годах продал этот актив ориентировочно за 2,35 млрд долларов. В марте 2013 года попал в рейтинг журнала Forbes, в который вошли самые богатые владельцы спортивных клубов мира.
В сентябре 2010 года приобрёл 96-метровую суперъяхту Palladium, построенную на гамбургской верфи Blohm & Voss. Также считается владельцем 96-метровой яхты Solemar, и самолётов Gulfstream и Falcon.
По итогам 2009 года предприниматель занял первую строчку в списке российских миллиардеров журнала «Forbes» с капиталом в $9,5 млрд. В мае 2008 года «Forbes» оценил состояние Прохорова в $22,6 млрд. Таким образом, в результате кризиса Прохоров потерял за год $13,1 млрд. По состоянию на 2010 год по версии «Forbes» состояние Прохорова оценивалось в $13,4 млрд, в 2011 — $18 млрд, в 2012 — $13,2 млрд В марте 2013 года Forbes оценил состояние Прохорова в 13 млрд долларов. В марте 2018 года Forbes оценил состояние Прохорова в 9,6 млрд долларов. В 2019 году Михаил Прохоров занял двенадцатую позицию в рейтинге «20 богатейших российских бизнесменов», опубликованном журналом Forbes. За 2018 год его капитал увеличился на $200 млн, и составил $9,8 млрд. В рейтинге 2021 года Михаил Прохоров занимал 14-е место с состоянием 11,4 млрд долларов.
В рейтинге российских миллиардеров по версии Forbes в 2023 году Прохоров занял 12 место с $11,2 млрд.
| Показатель         | 2003 | 2004 | 2005 | 2006 | 2007 | 2008 | 2009 | 2010 | 2011 | 2012 | 2013 | 2014 | 2015 | 2016 | 2017 | 2018 | 2019 | 2020 | 2021 |
| Состояние ($ млрд) | 1,6  | 4,8  | 4,4  | 6,4  | 13,5 | 22,6 | 9,5  | 13,4 | 18,0 | 13,2 | 13,0 | 10,9 | 9,9  | 7,6  | 8,9  | 9,6  | 9,8  | 11,2 | 11,4 |
| Место (в мире)     |      |      |      |      |      |      |      | 39   | 32   | 58   | 69   | 109  |      |      |      | 158  |      |      |      |
| Место (в России)   |      |      |      |      |      |      | 1    | 2    | 3    | 7    | 10   | 11   | 10   | 14   | 13   | 13   | 12   |      | 14   |

В составленном израильской версией журнала Forbes списке богатейших евреев планеты Прохоров занимает 16-е место.

## Благотворительная деятельность
С 2004 года Михаил Прохоров является учредителем благотворительного Фонда Михаила Прохорова, соучредителем и руководителем которого является его сестра Ирина Дмитриевна Прохорова. Фонд осуществляет поддержку культурных, образовательных и научных инициатив. Фонд Михаила Прохорова видит свою миссию в том, чтобы, с одной стороны, осуществлять системную поддержку культуры российских регионов, повышая интеллектуальный уровень и творческий потенциал местных сообществ, с другой — способствовать интеграции российской современной культуры в общемировое культурное пространство.

## РСПП и Трудовой кодекс
С 2010 года возглавляемый Прохоровым Комитет по рынкам труда РСПП выдвинул ряд предложений по изменению трудового законодательства, в том числе возможность (по желанию трудящегося) увеличения продолжительности рабочей недели до 60 часов, введение понятия «дистанционной» работы, сокращение до месяца срока обязательного предупреждения об увольнении, внедрение практики заключения срочных трудовых договоров на срок от одного года до пяти лет и ряд других мер.

## Награды
- 2004 год — орден святого благоверного князя Даниила Московского II степени (РПЦ).
- 2006 год — Орден Дружбы за вклад в развитие экономического потенциала России.
- 2011 год — Кавалер ордена Почётного легиона (Франция), награждён за расширение культурных связей между Россией и Францией[86].
- 2013 год — Лауреат премии «Звезда Театрала» в номинации «Меценат года».
- 2014 год — Медаль ордена «За заслуги перед Отечеством» I степени[87].
- 2019 год — Почётная грамота Президента Российской Федерации — за активную благотворительную деятельность[88]

## Критика

### Куршевельский скандал (2007)
Резонанс в российских СМИ получил инцидент в Куршевеле (Франция) в начале 2007 года, в ходе которого Михаил Прохоров 9 января был задержан на 4 дня французской полицией по подозрению в причастности к организации международной сети проституции. Французская полиция подозревала, что Прохоров привёз девушек для своих богатых друзей; сам Прохоров заявил следствию, что привёз женщин, потому что «любит компанию умных, красивых и молодых спутниц».
28 сентября 2009 года адвокат Прохорова сообщил, что 7 августа того же года следственный судья города Лиона Никола Шаррер, который ранее выдал ордер на задержание Прохорова, прекратил уголовное дело «за отсутствием состава преступления».

### Обвинения Потанина и иск Прохорова (2008)
В июне 2008 года Владимир Потанин обвинил своего бывшего партнёра в несоблюдении договоренностей в сделке, касающейся продажи блокирующего пакета ГМК «Норильский никель». Потанин заявил: «Прохоров обещал Усманову и мне продать „Норильск“ и купить „Полюс“, но он этого не сделал». В ответ на это заявление Михаил Прохоров подал в суд иск на Потанина с требованием опровержения данного высказывания как порочащего его деловую репутацию. Судья удовлетворил иск Михаила Прохорова, признав слова Потанина не соответствующими действительности и порочащими деловую репутацию сведениями.

### Вечеринка на крейсере «Аврора» (2009)
В ночь на 6 июня 2009 года на палубах крейсера «Аврора» несколько сотен гостей Петербургского экономического форума отметили годовщину журнала «Русский пионер», входящего в Медиа-группу «ЖИВИ!» группы ОНЭКСИМ Михаила Прохорова. В связи с возможным выводом крейсера «Авроры» из состава ВМФ Прохоров предложил финансирование музея, чтобы он «окончательно не превратился в развлекательную площадку».

### Иск налоговой инспекции (2009)
20 апреля 2009 года Михаил Прохоров снялся с регистрационного учёта по месту жительства в Москве и зарегистрировался по месту жительства в посёлке Еру́да Северо-Енисейского района Красноярского края. Как сообщали СМИ в 2009 году, бизнесмен должен уплатить в Еруде налог на доходы физических лиц со сделки по продаже более чем за 5 млрд долларов Владимиру Потанину 50 % акций совместной компании — «КМ инвест» и ожидалось, что бюджет Красноярского края и Северо-Енисейского района в результате этого должен был пополниться в 2009 году на 16,6 млрд рублей. 17 июня 2011 года стало известно, что Лесосибирская налоговая инспекция Красноярского края подала в суд на Прохорова с требованием взыскать с него более 2 млрд рублей неуплаченного подоходного налога. Сам Прохоров заявил, что требования налоговиков к нему завышены и до решения суда незаконны.

### Обвинения в связях с режимом Роберта Мугабе (2010)
В апреле 2010 года конгрессмен из Нью-Джерси от демократической партии, член бюджетного комитета Палаты представителей США Билл Паскрелл заявил, что потребует провести правительственное расследование в отношении покупателя баскетбольного клуба НБА «Нью-Джерси Нетс» Михаила Прохорова на предмет связи его бизнес-интересов в Зимбабве с режимом Роберта Мугабе. Гендиректор группы «Онэксим» Дмитрий Валерьевич Разумов заявил, что структуры Прохорова не имеют связей с режимом Роберта Мугабе.

### Предложение поправок в Трудовой кодекс (2010)
В 2010 году предложил ввести поправки в Трудовой кодекс, в том числе упрощающие работнику работу на 1,5 ставки на одном месте, а не в разных местах как по текущему Трудовому кодексу. Данную поправку многие восприняли, как желание ввести в России 60-часовую рабочую неделю.

### Обвинение в коррупционных связях с Александром Хлопониным (2018)
26 апреля 2018 года на сайте Алексея Навального опубликовано расследование «Как олигарх платит взятку вице-премьеру». В котором Навальный рассказал, что офшорная компания, связанная с Прохоровым, в 2017 году приобрела за 35,5 млн евро виллу заместителя председателя правительства России Александра Хлопонина в Тоскане (Италия). Навальный назвал покупку виллы «взяткой», так как цена, заплаченная Прохоровым, сильно завышена (в 2008 году Хлопонин приобрёл участок с виллой за 11 млн евро).
21 мая 2018 года Прохоров подал в Люблинский районный суд города Москвы иск к Навальному о защите чести и достоинства. Прохоров потребовал удалить материал, опровергнуть содержащиеся в нём сведения и взыскать с Навального 1 рубль; суды двух инстанций удовлетворили этот иск.

## Личная жизнь
Михаил Прохоров никогда не был женат и детей у него нет.